# Ovoot-Tolgai-Mine
Die Ovoot-Tolgai-Mine ist der Name zweier dicht nebeneinander liegenden Steinkohle-Tagebaugruben im Sum Gurwantes des Ömnö-Gobi-Aimag in der Mongolei.
Sie liegen im Süden des Landes in einer Entfernung von nur 46 km von der chinesischen Grenze bzw. von dem mongolischen Grenzort Shivee Khuren und dem chinesischen Grenzort Ceke.
Sie wurden 2008 von der SouthGobi Resources Ltd. eröffnet. Das Unternehmen wurde 2002 in Kanada gegründet und ist an den Börsen in Toronto und Hongkong gelistet. Seine größten Aktionäre sind China Investment Corporation und China Cinda Asset Management Corporation Limited, beides  chinesische, in Staatsbesitz stehende Finanzgesellschaften. Die Abbaulizenz des Unternehmens umfasst 9283 ha und läuft bis 2037.
Die Kohle wird per Lastwagen nach Ceke transportiert und dort auf die Eisenbahn verladen, von wo sie zu den Hüttenwerken in Jiayuguan bzw. Baotou gelangt.
2015 wurde die bis dahin unbefestigte Piste nach Ceke von SouthGobi zu einer befestigten Straße ausgebaut. Die Eisenbahn soll demnächst bis zur Ovoot Tolgai Mine verlängert werden, um das Umladen in Ceke einzusparen.
Zur Mine gehört ein 1576 m hoch gelegener Flugplatz (ICAO-Flugplatzcode: ZMGT) mit einer 2200 m langen Start- und Landebahn.